# Trois Mélodies, op. 18 de Fauré
Pour les articles homonymes, voir Trois Mélodies.
Les Trois Mélodies, op. 18 sont un ensemble de trois mélodies du compositeur français Gabriel Fauré composée en 1878.

## Contexte et création

### Nell
La première mélodie, sur un poème de Leconte de Lisle, est dédiée à « Madame Camille Saint-Saëns ». La première édition est faite par Hamelle en 1880. La mélodie est créée à la Société nationale de musique le 29 janvier 1881 par la soprano Henriette Fuchs.

### Automne
La troisième et dernière mélodie, sur un poème d'Armand Silvestre, est dédiée à « Monsieur Emmanuel Jadin ». L'œuvre est publiée par Hamelle en 1880. La première a lieu à la Société nationale de musique le 29 janvier 1881 par la soprano Henriette Fuchs.

## Structure
Le cycle comprend trois mélodies :
1. Nell
2. Le Voyageur
3. Automne